# Duitse muts

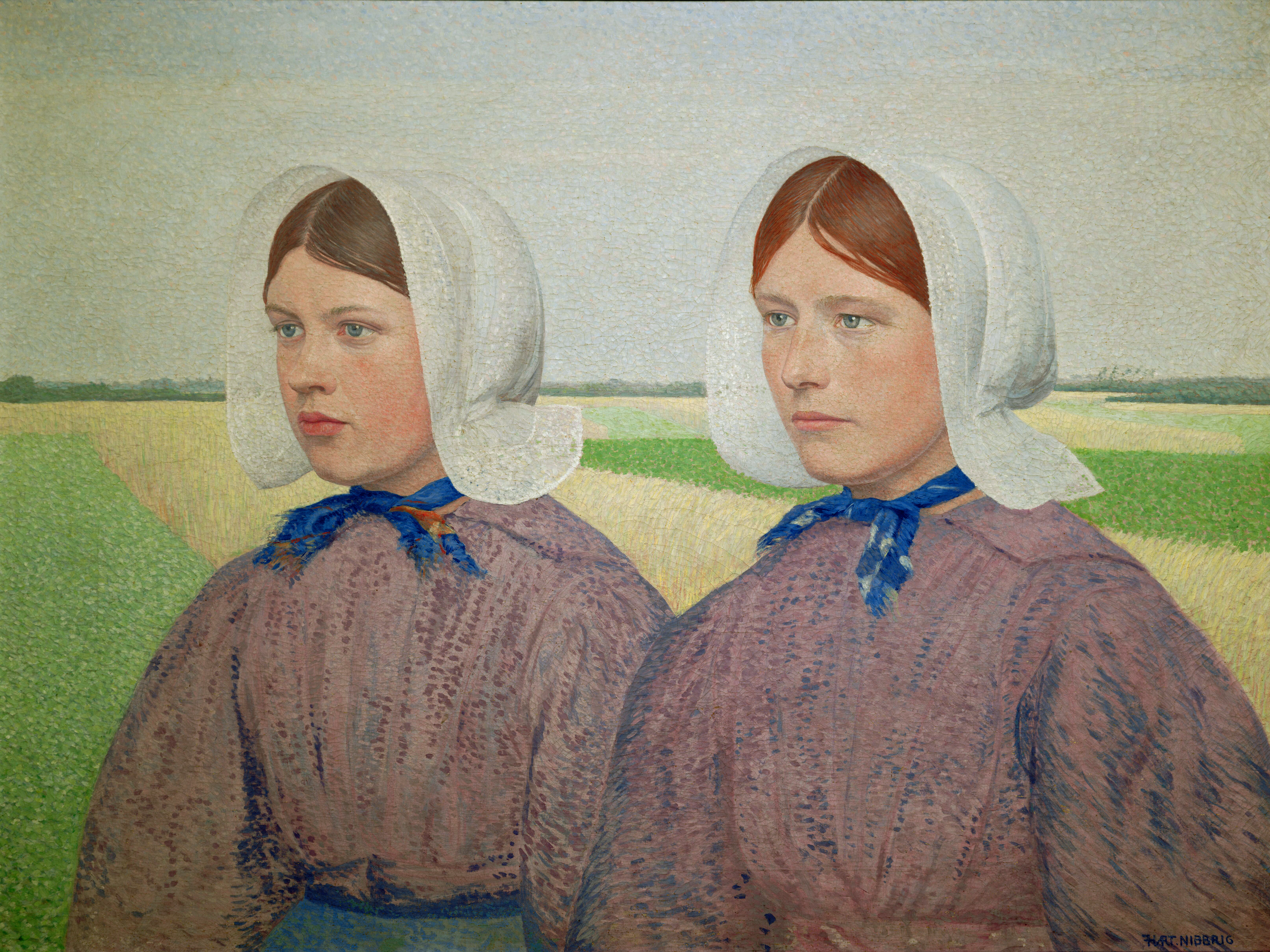
Huizer meisjes met een luifelmuts, door Ferdinand Hart Nibbrig

Een duitse muts (eigenlijk dietse muts) of luifelmuts, is een muts die in de 17e eeuw door eenvoudige vrouwen gedragen werd. Aan de voorzijde had de muts een smalle strook van kloskant. 

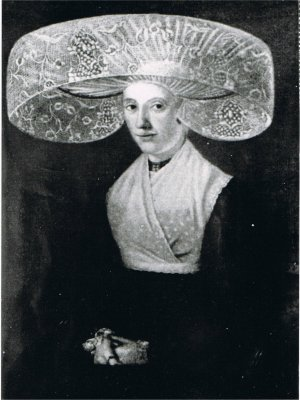
Marike Wendelaar postuum geschilderd door haar zoon Sjoerd Bonga met grote Duitse muts

Later maakte de muts een ontwikkeling door, waarbij de kanten rand steeds breder werd, met name in Friesland en Groningen, maar ook wel in Noord-Holland. Het werd nodig om de muts in de vorm te houden met een gouden of zilveren frame, die verbonden werd aan het oorijzer. De muts kreeg uiteindelijk een omvang van 50 cm, zo groot als een theetafel. De muts werd dan ook steeds meer gedragen door rijke vrouwen. De muts verdween aan het eind van de 18e eeuw, en werd in Friesland vervangen door de floddermuts.  